# 장하이구
장하이구(한국어: 강해구, 중국어: 江海区, 병음: Jiānghǎi Qū)는 중화인민공화국 광둥성 장먼 시의 현급 행정구역이다. 넓이는 107km2이고, 인구는 2007년 기준으로 150,000명이다.

## 행정 구역
5개 가도를 관할한다.

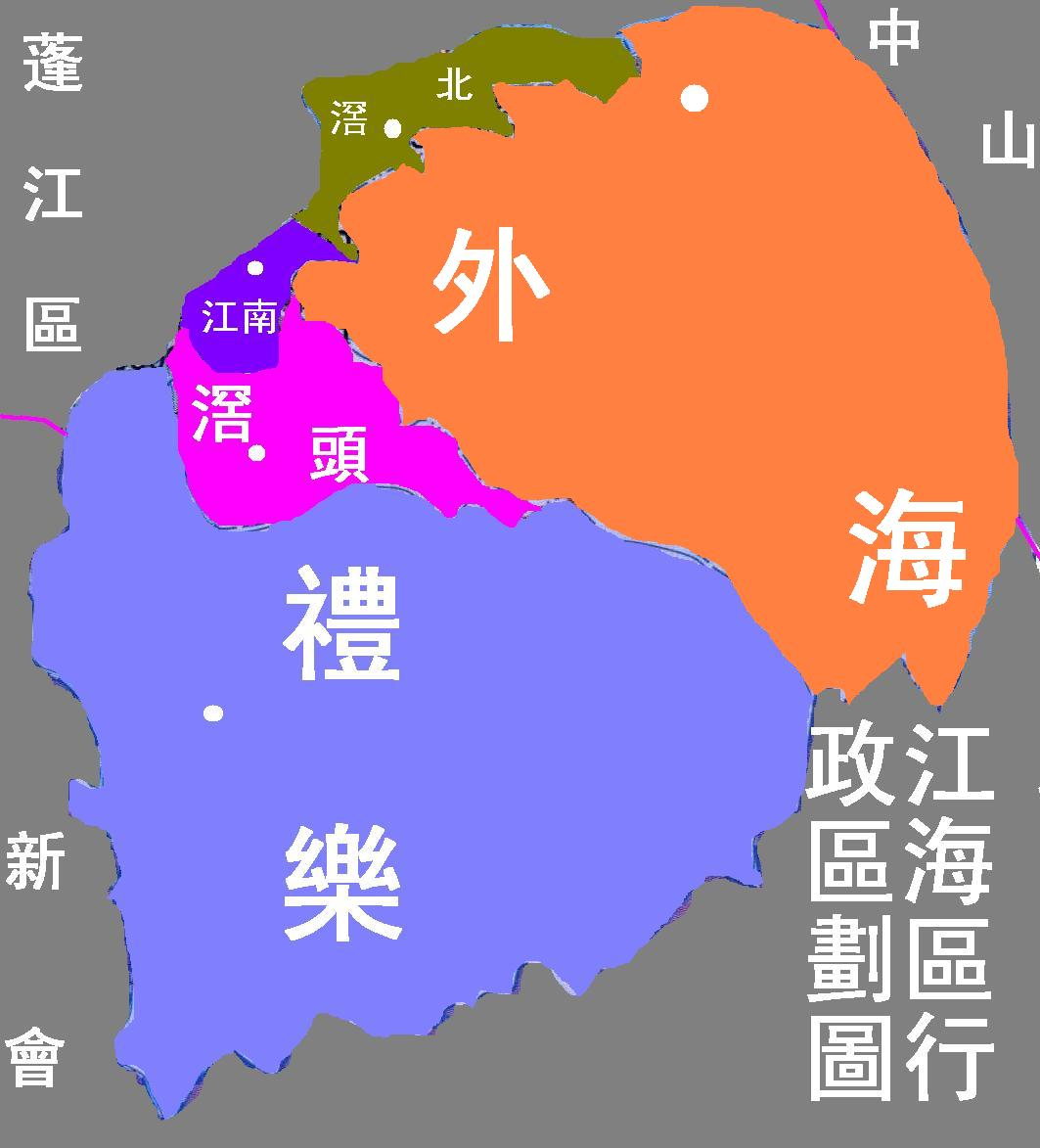
장하이 구 행정구역

- 가도: 滘头街道 , 江南街道 , 滘北街道 , 外海街道 , 礼乐街道.